# サイモン・マン
サイモン・フランシス・マン（Simon Francis Mann、1952年6月26日 - 2025年5月9日まで）は、イギリス人の傭兵で元イギリス陸軍軍人。

## 経歴
オールダーショットの裕福な家庭に生まれる。父はクリケットイングランド代表のジョージ・マン。イートン校を卒業後、サンドハースト王立陸軍士官学校に入学。スコッツガーズに配属されるが、SASに志願。キプロス、北アイルランド、ドイツ、ノルウェーなどで任務につき、1985年に軍を退役。予備役として湾岸戦争にも関与する。
その後、コンピューターセキュリティ業界を経てヘリテージ・オイル社社長トニー・バッキンガムの下で油田開発事業に参加し、アンゴラ解放人民運動政権下のアンゴラにてアンゴラ全面独立民族同盟に奪われていた油田を奪還するための傭兵として民間軍事会社「エグゼクティブ・アウトカムズ」を派遣する。

## 起業
その後、後に友人の軍士官ティム・スパイサーと共に民間軍事会社「サンドライン・インターナショナル」を設立。シエラレオネの内戦に関与した他、パプアニューギニア政府に雇われブーゲンビル島において反乱を起こしたブーゲンビル革命軍を鎮圧する契約を結ぶが、計画が発覚したことにより軍部がクーデターを起こし、スパイサーらを拘束するという事態（サンドライン事件）が発生した。

## クーデター未遂事件
1997年、引退し南アフリカ共和国へ移住。近所にはスペンサー伯爵やマーク・サッチャー（マーガレット・サッチャーの息子）などのイギリス上流階級の邸宅が立ち並んでいた。
2004年、ジンバブエで傭兵仲間のニック・ドゥトワらと赤道ギニアのクーデターを計画した。話を持ちかけたのは南アフリカのケープタウンに在住していたマーク・サッチャーやイーライ・カリルらイギリスの財界人であり、テオドロ・オビアン・ンゲマを失脚させ、セヴェロ・モトによる新政権を樹立させる計画だった。
マンは自身の会社ロゴ・ロジスティック社名義で登録したボーイング727を用意して64人の作戦要員と共に赤道ギニアに入国し、赤道ギニアで武器を調達していたドゥトワら15人と合流しクーデターを決行する計画だった。しかし南アフリカから情報がリークされ、ジンバブエのハラレ空港に到着したところ、治安部隊に包囲されクーデター容疑で逮捕された。また、このリークにはフランス諜報部が関わっていると言われている。
マンは法廷にて34年の刑を受けたが2009年に恩赦により釈放を受けた。マーク・サッチャーが資金援助に加わったとされる。

## 死去
2025年5月9日までに死去。72歳没。同じ週内にトレーニングジムでのトレーニング中に急死したとメールオンラインが報じた。